# Blutage
Le blutage est l'opération qui consiste à séparer la farine du son et des autres produits de mouture ou issues.

## Principe
Cette opération est réalisée à l'aide d'un plansichter, ou anciennement d'un blutoir. Il est composé de plusieurs tamis de tailles de maillages différentes permettant d'extraire les différents produits de mouture correspondantes.
Le taux de blutage est étroitement lié au type d'une farine, c'est-à-dire à la quantité de substances non combustibles qu'elle contient. Plus on pousse l'extraction, plus on récupère de ces substances, dont l'intérêt est surtout nutritionnel.
On a en général la correspondance suivante (uniquement en France, en Suisse les dénominations sont autres) :
1. Type 45 : farine très blanche, pour pâtisserie ;
2. Type 55 : farine blanche courante dans la grande distribution ;
3. Type 65 : farine blanche habituelle dans l'alimentation biologique ou dans la fabrication du pain courant ;
4. Type 80 : farine bise ;
5. Type 110 : farine semi-complète ;
6. Type 150 : farine intégrale ou complète ;
7. Type 180 : farine « ancienne ».